# Biblioteki w Toruniu

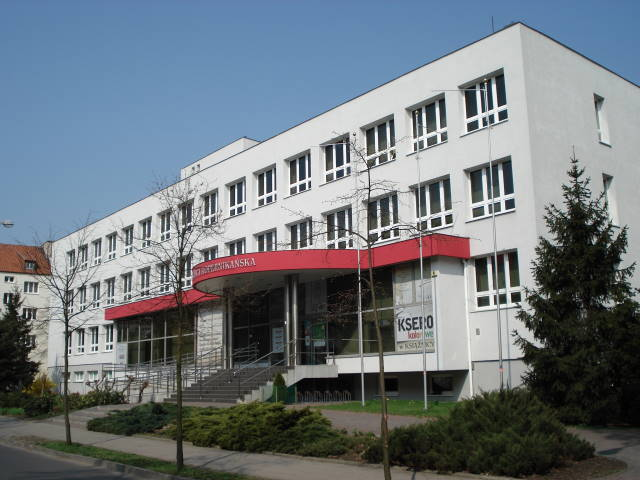
Siedziba Wojewódzkiej Biblioteki Publicznej – Książnicy Kopernikańskiej w Toruniu

Biblioteki w Toruniu – wykaz instytucji gromadzących i udostępniających materiały biblioteczne, znajdujące się w Toruniu.

## Historia
Pierwsze biblioteki w Toruniu powstały w pierwszej połowie XIII wieku. Początkowo były to biblioteki klasztorne, prowadzone przez franciszkanów i dominikanów, oraz kościelne, działające przy kościele św. Janów i św. Wawrzyńca. Zgromadzone w nich zbiory były poświęcone głównie teologii.
W XVI wieku w mieście założono pierwsze biblioteki urzędowe. Władza miejska korzystała z Biblioteki Rady Miasta, mieszczącej się w Ratuszu. Biblioteka ta działała do 1923 roku. W tym samym wieku założono bibliotekę przy Gimnazjum Akademickim, pełniła ona funkcję biblioteki szkolnej oraz publicznej. Biblioteka przy Gimnazjum cieszyła się renomą, systematycznie była uzupełniana o kolejne zbiory, m.in. dzięki przejmowaniu miejscowych księgozbiorów, przywilejowi otrzymania wybranej książki ze zbiorów zmarłych obywateli Torunia oraz uzyskaniu egzemplarzy obowiązkowych z miejscowej drukarni.
W XIX wieku powstały dwie biblioteki działające przy towarzystwach naukowych: niemieckim Coppernicus-Verein für Wissenschaft und Kunst oraz polskim Towarzystwie Naukowym. Zbiory w tych bibliotekach były systematycznie uzupełniane dzięki ofiarności członków oraz wymianie własnych publikacji z innymi ośrodkami naukowymi.

## Wykaz bibliotek
- Wojewódzka Biblioteka Publiczna – Książnica Kopernikańska w Toruniu – największa biblioteka w Toruniu. Została ona założona 19 lutego 1923 roku jako Książnica Miejska im. Mikołaja Kopernika poprzez scalenie księgozbiorów: Rady Miasta Torunia, Gimnazjum Toruńskiego, Coppernicus-Verein für Wissenschaft und Kunst i Towarzystwa Naukowego w Toruniu[2]. Pierwotnie mieściła się w siedzibie Towarzystwa Naukowego przy ul. Wysokiej 16[2][3]. Zbiory liczące ok. 100 tys. woluminów udostępniono 10 grudnia 1923 roku. Pierwszym dyrektorem Książnicy był Zygmunt Mocarski. W II Rzeczypospolitej Książnica była największą publiczną biblioteką naukową w województwie pomorskim. Do wybuchu II wojny światowej w Książnicy gromadzono tylko prace o charakterze naukowym[2]. Podczas wojny biblioteka działała pod nazwą Stadtbücherei (pol. Biblioteka Miejska). Książki i czasopisma polskie zostały złożone w piwnicy biblioteki. Wbrew przepisom niemieckich władz okupacyjnych nie zostały one zniszczone. W 1944 roku część zbiorów została wywieziona do Marburga. Biblioteka podczas wojny nie poniosła większych strat, tytuły wywiezione do Marburga odzyskano w 1947 roku[4]. W tym samym roku Książnica uzyskała status biblioteki publicznej miasta Torunia, a w listopadzie również biblioteki wojewódzkiej województwa pomorskiego. Status biblioteki wojewódzkiej utraciła w 1950 roku na skutek reformy administracyjnej, na mocy której utworzono województwo bydgoskie. W 1973 roku biblioteka przeniosła się do nowego budynku przy ul. Słowackiego 8. Po utworzeniu w 1975 roku województwa toruńskiego Książnica ponownie uzyskała status biblioteki wojewódzkiej. Od 1 stycznia 1999 roku pełni funkcję biblioteki wojewódzkiej województwa kujawsko-pomorskiego. 26 kwietnia 2002 roku biblioteka przyjęła obecną nazwę[5]. Liczy jedenaście filii[6].
- Biblioteka Uniwersytecka – biblioteka działająca przy Uniwersytecie Mikołaja Kopernika w Toruniu, założona 1 września 1945 roku. Jej pierwszym dyrektorem był dr Stefan Burhardt. Początkowo działała wraz z Książnicą Kopernikańską przy ulicy Wysokiej 16, 10 maja 1947 roku przeniosła się do nowego budynku przy ul. Chopina 12. Do 1965 roku zgromadziła milion różnego typu materiałów. W latach 60. część zbiorów przekazano do bibliotek zakładowych. W 1973 roku Biblioteka przeniosła się do nowej siedziby mieszczącej się w kampusie uniwersyteckim na Bielanach. W latach 80. rozpoczęto informatyzację bazy danych Biblioteki, w 1996 roku jako jedna z pierwszych bibliotek w Polsce stworzyła swoje strony internetowe, a w 2003 roku rozpoczęła cyfryzację zasobów. Efektem cyfryzacji zasobów było uruchomienie we wrześniu 2005 roku Kujawsko-Pomorskiej Biblioteki Cyfrowej[3].
- Biblioteka Pedagogiczna im. gen. bryg. prof. Elżbiety Zawackiej w Toruniu – jedna z najstarszych bibliotek pedagogicznych w Polsce, działająca od 1921 roku. Po zakończeniu wojny biblioteka działała jako Okręgowa Biblioteka Pedagogiczna Kuratorium Okręgu Szkolnego Pomorskiego, a następnie jako Wojewódzka Biblioteka Pedagogiczna dla województwa bydgoskiego. Pod koniec 1968 roku biblioteka została przeniesiona do Bydgoszczy, a w samym Toruniu na jej miejsce utworzono Pedagogiczną Bibliotekę Miejską. Po reformie administracyjnej z 1975 roku przekształcono ją w Pedagogiczną Bibliotekę Wojewódzką w Toruniu. W latach 1975–2017 biblioteka ta miała sześć filii (w Brodnicy, Chełmnie, Chełmży, Grudziądzu, Nowym Mieście Lubawskim, Wąbrzeźnie). Po 2005 roku biblioteka mieści się w budynku przy ul. Dąbrowskiego 4[7].
- Biblioteka Diecezjalna im. ks. Stanisława Kujota – została powołana 16 sierpnia 1995 roku. Od 2012 roku znajduje się w gmachu Centrum Dialogu im. Jana Pawła II. Liczy ona prawie 90 tys. woluminów[8].
- Biblioteka Akademii Kultury Społecznej i Medialnej – założona w 2001 roku[9].
- Biblioteka Uniwersytetu WSB Merito – powstała w 1998 roku[10].
- Biblioteka Naukowa Muzeum Okręgowego – założona w 2010 roku, liczy blisko 35 tys. woluminów[11].
- Biblioteka Muzeum Etnograficznego – liczy 23 tys. pozycji z zakresu etnologii, powstała w 1959 roku równolegle z muzeum[12].